# Narcisse Garnier

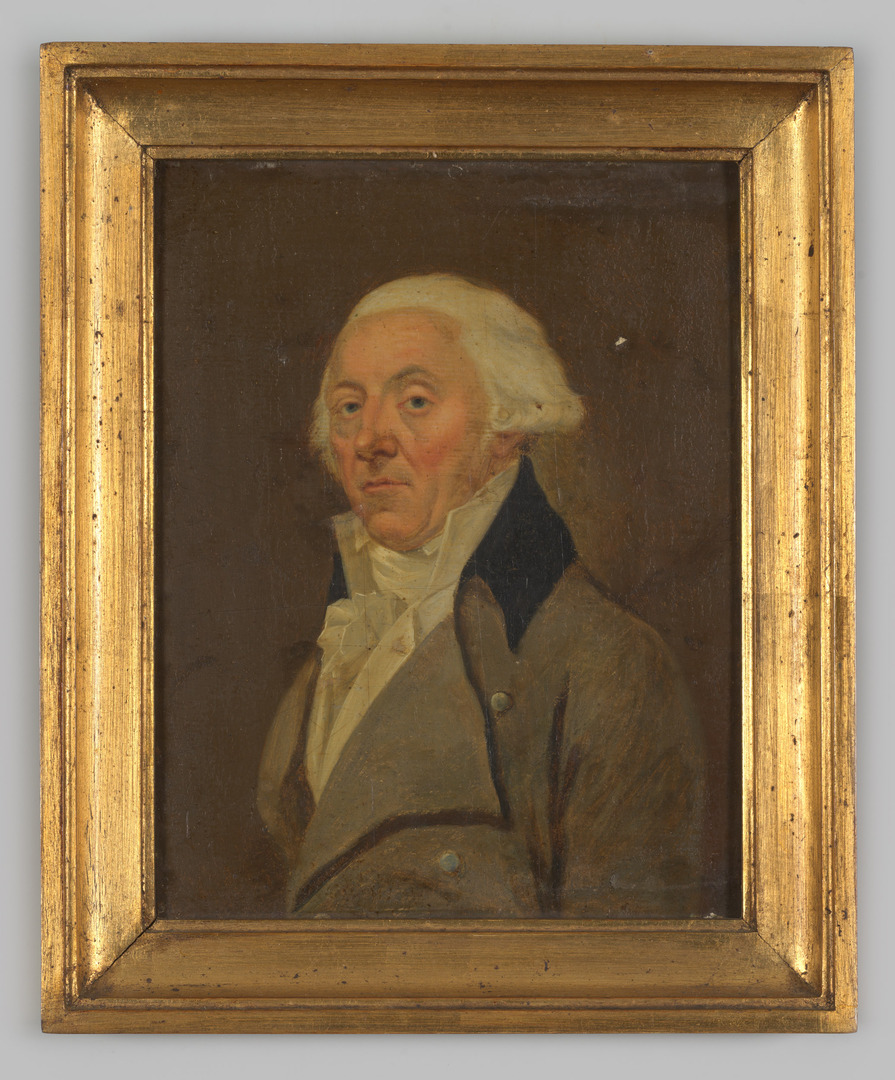
Portrait d'Adolf Hendrik des H.R. Comte de Rechteren, seigneur de Collenhoorn (1738-1805) par Narcisse Garnier.

Narcisse Garnier est un peintre français, élève de Jacques-Louis David, actif à Paris au début du XIXe siècle, né à Laon le 13 juillet 1771 et mort dans la même ville le 13 juin 1833 âgé de 61 ans.

## Salons
Narcisse Garnier exposa au Salon de peinture en 1822 et en 1831, son adresse mentionnée sur les livrets était Hôtel du Rhin, 22, rue Croix-des-Petits-Champs.
- 1822, no 538 Portraits.
- 1831, no 875 Portrait de M. Labbey de Pompières[2].

## Œuvres
- Portrait de Roman François Delahalle, Huile sur toile, signée et datée 1820, 65 par 53,6 cm, vente aux enchères, Sotheby's Paris 2 décembre 2004, lot 11, non vendu.
- Portait de Madame Manson, exposé à Rouen en 1819[3].
- Portrait de l'Abbé Sicard[4]

Musées
- Auxerre, musée, Portait d'homme[5].
- Cambrai, musée, Portrait du Cardinal d'Ailly (1351-1420).
- Cambrai, musée, Portrait d'Enguerrand de Monstrelet (vers 1400-1453).
- Jérusalem, The Israel Museum, Portrait de Carl M. de Rothschild, huile sur toile signée et datée 1827, 61,5 par 50 cm.

Œuvre citée, mais non sourcée :
- Portrait posthume de Méchain.